# The Book of Joe
«The Book of Joe» (titulado «El libro de Joe» en Hispanoamérica) es el segundo episodio de la decimotercera temporada -y el número 233 en general- de la serie de televisión animada Padre de familia. El episodio se estrenó originalmente el 5 de octubre de  2014 por la cadena Fox en  Estados Unidos y en Hispanoamérica se estrenó el 20 de abril de 2015 en FX. El episodio fue escrito por Mike Desilets y dirigido por Mike Kim. En el episodio, Joe logra publicar un libro infantil bajo el seudónimo de David Chicago, más tarde Peter se apropia de esta identidad acreditándose como el autor del libro. Mientras tanto, Brian comienza una obsesión por ejercitarse.

## Argumento
Joe Swanson hace una pequeña reunión en su patio trasero, mientras Peter pasea por la casa logra ver un pequeño cuarto lleno de dibujos de una ardilla en una silla de rueda, Joe llega y le confiesa haber trabajado en un libro infantil desde hace 9 años, llamado "La ardilla optimista", donde narra las aventuras de una ardilla discapacitada para poder sobrevivir en el bosque, Peter lo anima a que lo publiquen debido a que Joe siente incertidumbre de hacerlo. Días después, Joe visita a Peter y le comenta felizmente que su libro fue publicado bajo el seudónimo de David Chicago. En la presentación del libro, Joe tiene varios problemas al leerlo frente a un grupo de niños, lo que ocasiona que se marchen decepcionados del acto, Peter ágilmente toma el libro y logra obtener la atención de todos. Finalizada la presentación, el agente le ofrece un trato a Joe, ser él quien escriba los libros mientras que Peter sea la cara pública al momento de promocionarlo, Joe termina aceptando no tan convencido. En una entrevista con Tom Tucker, Peter revela que a raíz de la burla que hacía a niños discapacitados se inspiró a realizar el libro. En la almeja ebria, Joe enojado le reclama a Peter el desviar el verdadero significado de su libro, a su vez lo corre del proyecto, pero Peter se reafirma como el creador y no cede a las peticiones de Joe de irse del proyecto. Tras esto, Peter con la ayuda de Quagmire y Cleveland escriben la segunda parte de la ardilla optimista, pronto los tres amigos comienzan agregarle elementos sin sentidos a la historia. En la presentación del libro, Peter se sienta junto con un gran público esperando la secuela. Pero todos terminan enojados por la historia sin sentido y violenta, y tras marcharse llega el agente de Peter, quien le informa de su despido. Peter se da cuenta entonces que nunca debió interferir en ese proyecto de Joe, ya que él es quien tiene el verdadero talento para escribir.
Mientras tanto, una mañana Brian y Stewie desayunan en un restaurante, Brian ve a una chica deportista la cual tras una rutina de ejercicio va al mismo restaurante donde ellos se encuentran, Brian se decide a hablarle y finge haber finalizado una agotadora rutina y tras una charla logra obtener una cita en la casa de ella. Más tarde, cuando Brian llega a la casa de Chloe, la chica, descubre que ella hará una rutina antes de su cena, por lo cual Brian decide ir junto a ella, sin embargo, a mitad del camino un Brian cansado pide detenerse pero al subir una colina siente "el segundo aire", sensación que termina por agradarle. Tiempo después, llega al comedor mientras la familia cena, y vistiendo ropa deportiva le anuncia  a la familia que correrá en el maratón de Quahog. Poco después, Brian llama a Stewie al baño, donde descubre que su cuerpo bajo drásticamente de peso, dejándolo en un estado extremo de desnutrición (debido a que no ha comido en días). Stewie comienza a convencerlo de que eso ya no es saludable, pero él hace caso omiso de las advertencias. Stewie decide ir por última vez a Brian y tratar de convencerlo de que deje esa idea obsesiva del ejercicio, él lo ignora y se pone en su marca listo para iniciar la carrera, pero al momento de salir, se quiebra la pierna y queda tirado con todos los participantes del maratón pasándolo encima.
Mientras Joe tira todo su material de la ardilla optimista a la basura, Peter llega y se disculpa con Joe por haberle arrebatado su sueño y terminar arruinándolo, Joe accede a sus disculpas y terminan haciendo las paces. Por otro lado, Brian se recupera en casa, Stewie trata de hacerle una broma pero al final se la aplica a sí mismo.